# Rittergut Fröbersgrün
Das Rittergut Fröbersgrün war ein Rittergut in Fröbersgrün und bis 1868 Patrimonialgericht in Reuß ältere Linie.

## Geschichte
Das Rittergut Fröbersgrün entstand wohl als Vorwerk des Ritterguts Cossengrün. In den ersten Belehnungen verpflichtete sich der Lehnsnehmer von Fröbersgrün, Bernsgrün und Cossengrün zusammen ein Ritterpferd für Kriegsdienste zu stellen. Gemeinsamer Besitzer war im 15. Jahrhundert die Familie von Utenhof bzw. von Uttenhofen. Die erste urkundliche Erwähnung ist die Vergabe des Gutes im Jahr 1525 als Mannlehen an Ambrosius von Uttenhofen. 1539 wird Wolf von Wiedersberg und dann Hans Kaspar von Forchheim als Besitzer genannt. Dieser starb 1596 und hinterließ seine Witwe Veronika, geb. von Beschwitz und seinen noch nicht einjährigen Sohn Hans Georg Friedrich von Forchheim nicht nur das Gut, sondern auch Schulden von 1346 Fl. und 17 Groschen. 1600 ging das Rittergut Fröbergrün für 1800 Fl. an Georg Friedrich von der Ölßnitz. Da beim Tod von Georg Friedrich von der Ölßnitz 1610 sein Sohn Hans Heinrich von der Ölßnitz erst 8 Jahre alt war, verpachteten seine Vormünder das Rittergut von 1614 bis 1620 an Georg Rudolf von Neundorf zu Arnsgrün und von 1621 bis 1630 an Katharina von der Mosel, geb. Trützschler, und deren Schwiegersohn Daniel Rabe zu Straßberg.
Hans Heinrich von der Ölßnitz schlug die Militärlaufbahn ein und fiel dort wahrscheinlich nach 1625. 1629 zog daher Heinrich der Mittlere das Rittergut als erledigtes Lehen ein. Es wurde seiner Witwe Juliane Elisabeth Reuß als Wittum überlassen. Ihr Sohn Heinrich V. verkaufte das Rittergut am 12. April 1637 für 1050 Fl. an Hans Jordan von Haugwitz.
Hans Jordan von Haugwitz wirtschaftete das Rittergut herunter. Nachdem er nach einer Wirtshausschlägerei am 15. Juni 1651 einen Mann mit einem Beil erschlagen hatte, musste er sich ein Jahr lang in den Wäldern verstecken. 1653 verstarb er und seine Witwe verpachtete das Rittergut bis 1667. Danach zog der Landesherr das Lehen wegen Misswirtschaft ein und verkaufte es für 850 Fl. an den Bürgerlichen Thomas Heydrich (I) aus Cunsdorf. Dieser erbaute das heutige Wohnhaus und übertrug das Rittergut 1687 an seinen Sohn Thomas Heydrich (II) für 900 Fl. In den Folgejahren erfuhr das Gut eine gute Wirtschaft und wurde erweitert. Nach seinem Tod am 16. April 1736 war sein einziger Sohn Thomas Heydrich (III) Eigentümer. Dieser war fürstlicher Regierungsbeamter und verpachtete daher das Gut zunächst und verkaufte es am 29. Januar 1742 an Karl Andreas Hauenschild für 4400 Fl. Nach dessen Tod 1750 verpachtete die Witwe das Gut an Johann Gottlob Macht, der die Witwe dann auch heiratete. Erbe wurde der Sohn Johann Gottlieb Hauenschild, der jedoch erst 1777 volljährig wurde. Am 6. Oktober 1789 verkaufte er das Rittergut für 13.000 Reichstaler an Christian Friedrich Penzel. Dieser verkaufte es 1796 für 9050 Taler an Johann Gottlieb Schultz und seinen Schwiegersohn Karl Christoph Biedermann weiter. Der Sohn des ersteren, Johann Gottlieb Schultz d. J., erwarb 1799 die Hälfte seines Schwagers und 1806 die seines Vaters und wurde Alleinbesitzer. 1837 ging es auf seinen Sohn Anton Ludwig Schultz über. 1848 wurden die Fronrechte des Ritterguts abgeschafft. 1868 verlor das Gut die Patrimonialgerichtsbarkeit und 1873 wurde es Teil der Gemeinde Fröbersgrün. 1878 wurde Anton Ludwig Schultz junior und 1906 sein Sohn Reinhard Anton Ludwig Schultz Eigentümer. Dieser verkaufte an Otto von Loeben, der 1910 starb. Zur Rittergutsgemeinde Fröbersgrün gehörten neben dem Gutsgebäude (heute: Postplatz 3 und 4) neun Häusleranwesen nahe der Kirche (Postplatz 1, 2 und 5, Ortsstraße 8, 11, 12, 13, 14 und ein 1911 abgerissenes Gebäude auf dem Postplatz).
Nach dem Zweiten Weltkrieg wurde das Hofgut verstaatlicht.

## Patrimonialgericht
Das Rittergut Fröbersgrün verfügte als Patrimonialgericht über die niedere Gerichtsbarkeit. 1868 wurde die Patrimonialgerichtsbarkeit endgültig aufgehoben.